# 방위 대학교
방위 대학교(防衛大学校, 영어: National Defense Academy of Japan)는 가나가와현 요코스카시 오쓰 1-10-20에 위치한 일본의 성청 대학교다. 줄여서 방위대, 혹은 방대라고 한다. 간부 자위관을 양성하기 위한 교육·훈련시설로 일본 방위성에 소속된 시설등기관이다. 따라서 「학교교육법」 제1조에 규정된 학교로서의 대학과는 다르다.
일본에서 방위학을 가르치는 유일한 곳으로 다른 나라의 사관학교와 비슷하다. 「학교교육법」상 대학의 학부에 상응하는 교육 과정을 거치며 본과의 수업 연한은 4년이다. 대학원 역할을 하는 이공학연구과와 종합안전보장연구과도 있다.
본과 졸업식이 있는 날에는 내각총리대신이나 방위대신이 참석하여 훈시하는 것이 관례이다.

## 채용과 졸업
방위대학교도 다른 대학과 마찬가지로 시험을 치러 합격해야 하지만 입학시험이 아닌 채용시험을 본다. 이는 학생의 신분이 공무원이기 때문이며 채용시험은 국가공무원시험의 일종으로 간주된다. 연령 제한은 만 21세 미만이다.
응모하기 위해서는 연령 제한이나 일본 국민일 것 등 자위관이 되기 위한 조건과 같다. 개교 당시에는 남성만 응모할 수 있었지만 1992년부터 여성도 응모가 가능해졌다. 응모는 전공별로 이루어진다.
채용시험은 일반채용시험과 추천채용시험이 있었는데 2012년에 종합선발채용시험이 추가됐고 일반채용시험을 1년에 두 번 치르기 시작했다. 전기 일반채용시험의 경우 방위 의과대학교와 함께 일본 각지에서 가을에 진행된다. 1차 시험은 3과목인데 이공학 전공은 영어·수학·물리 또는 화학을, 인문·사회과학 전공은 영어·국어·지리 혹은 도덕 혹은 수학을 본다. 주관식과 서술형으로 진행되며 논술형도 있다. 1차 시험에 합격하면 2차 시험을 보게 되는데 키·체중·시력·소변 검사 등 신체 검사를 진행한 뒤 면접을 본다. 응모는 이공학 전공자가 인문·사회학 전공자보다 4배 정도 많은데 정신력을 강조한 전전의 일본군에 대한 반성에서 지금의 자위대는 작전·관리·병참 등 수리적 소양과 지식을 중시하기 때문이다.
입교할 때 모든 학생들은 복무 선서서에 서명 날인을 하고 낭독해야 한다. 학생의 신분은 특별직 국가공무원인 자위대원이지만 자위관은 아니며 따라서 계급도 없다. 학생이 받는 강의나 훈련은 과업에 해당하므로 학비를 징수하지 않는다. 「자위대법」에 따라 직무에 전념해야 하므로 아르바이트 등의 부업은 금지되어 있는데 대신 급여가 지급된다.
본과를 졸업한 학생들은 육상·해상·항공자위관으로 임관하며 조장 계급을 가진 채 간부후보생학교에 입교해야 한다. 간부후보생학교를 졸업하면 3위로 임관하여 일반 부대나 술과학교 등에 배속된다.

## 역사

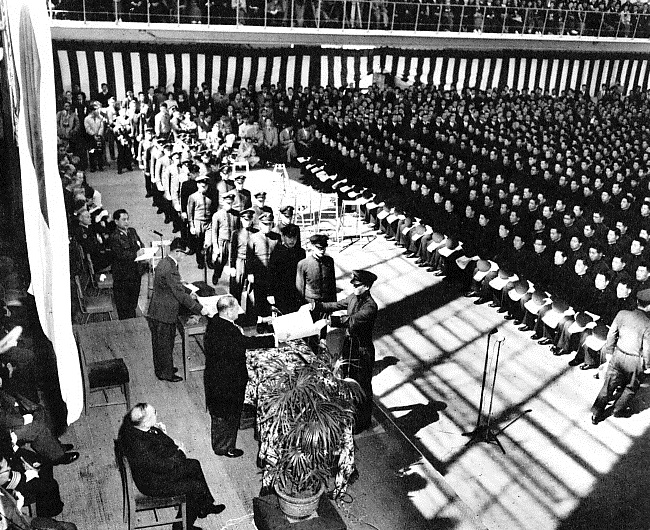
제1회 방위 대학교 졸업식.

전전의 일본은 육군과 해군 간부를 양성하기 위해 육군사관학교와 해군병학교를 따로 두었다. 이는 19세기 이래 구미권에서도 일반적인 모습이었고 현대에 와서도 많은 나라들이 군종별로 사관학교를 따로 두고 있다. 하지만 전전의 일본은 육군과 해군 사이에 인사 교류가 거의 없었고 제2차 세계 대전이라는 총력전 상황에서도 서로를 불신하여 불협화음을 자주 일으킬 정도로 갈등이 심했다.
패전한 일본은 미국에 점령되었고 연합군 최고사령부(GHQ)는 일본의 민주화와 비군사화를 추진했다. 하지만 냉전의 시작과 함께 GHQ는 역코스의 일환으로 경찰예비대와 해상경비대를 창설했다. 그리고 두 조직이 각각 보안대와 경비대로 발전하는 과정에서 사관학교의 역할을 하는 교육 기관이 필요해졌고 전전 일본군의 군종 대립의 병폐를 막기 위해 통합 교육 기관을 두기로 했다.
1952년 8월 1일 경찰예비대와 해상경비대를 총괄하는 보안청이 신설되면서 보안청 산하로 보안 대학교도 함께 설립되었다. 1954년 7월 1일 보안대와 경비대가 자위대로 합쳐지고 보안청도 방위청으로 개편되면서 보안 대학교가 방위 대학교로 바뀌었다.
1953년 4월 1일 요코스카시 구리하마주둔지에 임시 건물에서 개교했으며 오바라다이의 정식 건물이 완공되자 1955년 4월 1일 이곳으로 이전했다. 1991년부터 학위가 부여되기 시작했고 1992년에는 처음으로 여성의 입교가 허락됐다.

## 조직
학교장은 방위교관으로 보하며 밑에 부교장을 둔다. 부교장은 3명을 두는데 방위사무관(기획·관리 담당) 1명, 방위교관(교육 담당) 1명, 육장 계급의 자위관(훈련 담당) 1명으로 구성된다. 부교장은 원래 간사라고 했지만 2021년 4월 1일부터 부교장으로 명칭이 바뀌었다. 부교장의 담당 사무는 구분되어 있으며 분류되지 않은 사무는 방위사무관으로 보하는 부교장이 담당한다. 자위관으로 보하는 부교장은 사단장 출신이 주로 임명된다.
산하 조직으로는 총무부, 교무부, 훈련부가 있으며 그 외에 선진학술추진기구와 종합정보도서관이 있다. 학군은 종합교육학군·인문사회과학군·응용과학군·전기정보학군·시스템공학군·방위학교육학군이 있다.

### 역대 학교장
| 대수 | 이름            | 재임 기간                       | 비고                               |
| ---- | --------------- | ------------------------------- | ---------------------------------- |
| 초대 | 마키 도모오     | 1952년 8월 19일~1965년 1월 16일 | 게이오기주쿠 대학 법학부 교수 출신 |
| 2대  | 오모리 간       | 1965년 1월 16일~1970년 7월 1일  | 육상막료장 출신                    |
| 3대  | 이노키 마사미치 | 1970년 7월 16일~1978년 7월 15일 | 교도 대학 법학부 교수 출신         |
| 4대  | 쓰치다 구니야스 | 1978년 9월 29일~1987년 3월 24일 | 경시총감 출신                      |
| 5대  | 나쓰메 하루오   | 1987년 3월 24일~1993년 9월 30일 | 방위사무차관 출신                  |
| 6대  | 마쓰모토 사부로 | 1993년 10월 1일~2000년 3월 31일 | 게이오기주쿠 대학 법학부 교수 출신 |
| 7대  | 니시하라 마사시 | 2000년 4월 1일~2006년 3월 31일  | 방위 대학교 교수에서 승진          |
|      | 바바 슌조       | 2006년 4월 1일~2006년 7월 31일  | 교육 담당 부교장이 사무대리        |
| 8대  | 이오키베 마코토 | 2006년 8월 1일~2012년 3월 31일  | 고베 대학 대학원 교수 출신         |
| 9대  | 고쿠분 료세이   | 2012년 4월 1일~2021년 3월 31일  | 게이오기주쿠 대학 법학부 교수 출신 |
| 10대 | 구보 후미아키   | 2021년 4월 1일~                 | 도쿄 대학 대학원 교수 출신         |

## 학과
본과 인문·사회과학 전공에는 인간문화학과·공공정책학과·국제관계학과가 있고 이공학 전공에는 응용물리학과·응용화학과·지구해양학과·전기전자공학과·통신공학과·정보공학과·기능재료공학과·기계공학과·기계시스템공학과·항공우주공학과·건설환경공학과가 있다. 학과 선택은 2학년으로 진급하면 이루어지며 이때 육상·해상·항공으로 요원 분배가 진행된다.
연구과는 이공학연구과와 종합안전보장연구과가 있다. 이공학연구과는 전자공학 전공·기계공학 전공·항공우주공학 전공·물질공학 전공·정보수리 전공·경계과학 전공·지구환경과학 전공(이상 전기 과정)·전자정보공학계 전공·장비기반공학계 전공·물질기초과학계 전공(이상 후기 과정)이 있으며 종합안전보장연구과는 종합안전보장 전공이 있는데 전기 과정과 후기 과정을 모두 포함한다.

## 교육
교육은 교육 과정과 훈련 과정으로 구분된다. 교육 과정은 문부과학성이 정한 대학설치기준에 근거하여 교양 교육·외국어·체육·전문 기초 과목과 전공 과목을 배우며 방위 대학교의 독자적인 학술 분야인 방위학도 배운다. 교양 교육은 문이과 교차 교육이 행해지며 인문·사회과학 전공 학생은 수학·물리학·화학 등을, 이공학 전공 학생은 사상과 문화·역사학·심리학·정치학·경제학·법학 등을 배운다.
방위학은 다른 나라의 사관학교에서 취급하는 군사학과 비슷하며 전문 구분이나 요원 구분 없이 원칙적으로 공통된 내용을 배운다. 하지만 요원별로 선택 과목의 차이는 있다. 개별 과목으로는 방위학 기초·국방론·군사사 서론·전략·군사와 학과기술·작전·통솔·기타가 있으며 이는 「방위 대학교 규칙」으로 정해놓고 있다.
과거에는 육상·해상·항공방위학으로 구분되어 있었고 육상방위학은 축성·통신·전술, 해상방위학은 항해학·기관학·운용학, 항공방위학은 경비·정비·탑승 등 상이한 내용을 배웠다. 하지만 지금은 하나의 방위학으로 통합되었으며 각 요원별 교과 내용은 방위 대학교의 훈련 과정이나 졸업 후 입교하는 간부후보생학교에서 배우게 된다.
훈련 과정은 모든 학년이 공통적으로 받는 공통 훈련과 육상·해상·항공 요원으로 지정된 후 받는 전문 훈련이 있다. 또한 매주 2시간 정도 실시하는 과정 훈련과 장기간 진행하는 정기 훈련이 있다.

### 학위
1992년부터 대학 학부에 상당하는 교육 과정을 인정받기 시작하여 졸업할 때 각자의 전공에 맞춰 학사 학위가 주어진다. 전공의 종류는 인문과학·사회과학·이학·공학이 있다.
「학교교육법」상 대학원에 상당하는 연구과를 수료하면 학위수여기구의 심사를 받아 석사 학위와 박사 학위가 주어진다. 학위 종류는 석사와 박사 모두 이학·공학·안전보장학이 있다. 원칙적으로 자위대원 내부에서 선발하여 입학해야 하지만 자위대원이 아닌 사람도 입학할 수 있다. 이 경우에는 특별연구원이 되며 비상근 자위대원으로 취급받고 재적 중에는 시급을 받으며 학비도 무료다.

## 생활
학생들은 부지 내의 학생생활관에서 집단생활을 해야 하며 지정된 복장을 착용해야 한다. 재학 중에 같은 이유로 두 차례 유급당할 경우에는 면직 처분을 받게 된다.
본과 학생은 약 2,000명 정도로 연대 규모의 학생대로 편성된다. 학생대는 4개 대대로 구분되며 대대는 4개 중대로, 중대는 3개 소대로 나누어진다. 소대 하나는 약 30~40명 정도로 편제되며 분대나 반은 없다. 학생대·대대·중대·소대에는 각각의 학생장이 있으며 학생장은 4학년이 맡는다. 2004년까지는 중대에 1~4학년이 혼재되어 있었지만 2005년부터 학년별로 소대를 꾸리기 시작했다.
졸업식에는 내각총리대신이 참석해 훈시를 하며 졸업식이 모두 끝나면 학생대 학생장의 해산 호령과 함께 졸업생들이 모두 모자를 위로 던진 뒤 강당에서 일제히 뛰쳐나가는 풍습이 있다. 모자는 비품이므로 학교에 반납해야 하지만 개인이 구매할 수 있어 기념으로 구입하기도 한다. 임관을 포기한 학생들은 졸업식장에 동석할 수 없으며 졸업식 전날에 졸업증서 수여식을 치른 뒤 졸업식 당일에 사복 차림으로 귀가한다.
모든 학생은 스포츠 활동을 위해 동아리에 가입해야 한다. 대학은 아니지만 해상보안대학교와 함께 대학선수권대회 출전 기회는 있지만 연습 시간을 확보하기가 어려워 참여하지 않는 경우도 있다.
매년 11월에 개교기념제를 개최하는데 제1회 때부터 이어져 온 장대 넘어뜨리기(棒倒し)가 유명하다.
부지 내에 학생생활관은 4동이 있다. 생활관은 학년의 구분 없이 편제되는데 인재 확보를 위해 기존의 8인실을 4인실로 바꿨다가 다시 2인실로 고쳤다. 하지만 지나치게 규율을 풀어줬다는 비판에 직면하여 4인실을 거쳐 다시 8인실로 돌아왔다. 방 하나에 학년별로 2명씩 편제된다. 방에 간단한 조리실이 있어 요리가 가능하지만 사용에 제한이 있다. 1학년은 특별한 이유가 없는 한 외박이 허용되지 않는다. 상급생이 하급생을 지도할 수 있지만 폭력적이거나 위압적인 방식으로 행해질 수는 없도록 가이드라인이 정해져 있다. 또한 학생생활관을 감독하기 위해 간부 자위관 70여 명이 지도교관으로서 근무하고 있다.
인도네시아, 베트남, 대한민국 등과 장기 유학생 교류가 이루어지고 있으며 미국, 프랑스, 캐나다와는 단기 유학생 교류가 이루어지고 있다.

## 같이 보기
- 자위대
- 자위관
- 방위 의과대학교